# بایرام (مجموعه تلویزیونی)
بایرام یک مجموعه تلویزیونی محصول سال ۱۳۸۵–۱۳۸۶ به کارگردانی مسعود نوابی، نویسندگی علی خودسیانی و‌ با طرح اولیه از شیوا کاظمی و تهیه‌کنندگی محمد صالحیان می‌باشد که نوروز ۱۳۸۶ از شبکه دو پخش شد.
این مجموعه روایتی از زندگی سرایداری است که وارد ساختمانی می‌شود و ساکنان ساختمان را متوجه ظرفیت‌های دورنی‌شان می‌کند.

## بازیگران
- ابراهیم آبادی
- غلامحسین لطفی
- فتحعلی اویسی
- جمال اجلالی
- هایده حائری
- امیر جعفری
- رویا افشار
- زهره حمیدی
- نفیسه روشن
- یلدا قشقایی
- سهیل تاکی
- علی ترابی